# San Fernando del Valle de Catamarca
San Fernando del Valle de Catamarca (spesso chiamata semplicemente Catamarca) è una città dell'Argentina nord-occidentale, capitale della provincia di Catamarca e del dipartimento di Capital. 
La città è situata a 550 metri di altitudine ed ha una popolazione di circa 141.000 abitanti, più di 200.000 considerando i sobborghi, il che rappresenta circa il 70% della popolazione dell'intera provincia.

## Geografia fisica

### Territorio
La città sorge sulle rive del Río Valle, ai piedi del Cerro Ambato, ed è situata a 1131 km a nord-ovest di Buenos Aires. Le capitali provinciali più vicine sono La Rioja (154 km), San Miguel de Tucumán (230 km) e Santiago del Estero (209 km).

### Clima
L'arido e mite clima continentale della zona ha una media annuale di 20 °C, con una temperatura media massima di 34 °C in estate, e una media minima di 5 °C in inverno. Nelle zone di alta montagna la temperatura può scendere fino a 30 °C sotto lo zero.

## Storia
Un insediamento originario, chiamato Londres, fu fondato dai coloni spagnoli nel 1558; esso divenne permanente nel 1683, per opera di Fernando de Mendoza y Mate de Luna. Catamarca deriva dalla lingua Quechua e significa "fortezza sul pendio".
La città, che contava soltanto 8.000 abitanti nel 1882, crebbe molto lentamente anche quando fu raggiunta dalla ferrovia nel 1888. La provincia rimase comunque povera sino ai giorni nostri, anche a causa del nepotismo della famiglia Saadi, che a tutt'oggi la governa.

## Monumenti e luoghi d'interesse
- Cattedrale di Nostra Signora del Valle, costruita in stile neoclassico nel 1869, custodisce al suo interno la statua di Nostra Signora della Valle.
- Chiesa di San Francesco

## Società

### Religione
La città è sede della diocesi di Catamarca, istituita il 5 febbraio 1910 e suffraganea dell'arcidiocesi di Salta.

## Cultura

### Istruzione

#### Musei
- Museo Archeologico "Adán Quiroga"
- Museo di Belle Arti "Laureano Brizuela"
- Museo Storico della Città
- Casa Caravati-Museo d'Arte Contemporaneo

#### Università
La città è sede dell'università nazionale di Catamarca, fondata nel 1972.

## Economia
L'agricoltura è la principale attività economica di San Fernando; tuttavia, le scarse precipitazioni rendono necessaria l'irrigazione. Importante la produzione di frutta e di vino nell'area circostante la città.
Altre risorse economiche sono la produzione di cotone e l'allevamento, così come le attività minerarie nelle miniere del Farallón Negro, del Bajo de la Alumbrera e delle Capillitas, dove vengono estratti oro, argento, rame e stagno.

## Infrastrutture e trasporti

### Strade
La principale via d'accesso alla città è la strada nazionale 38 che unisce la provincia di Córdoba con San Miguel de Tucumán.

### Aeroporti
San Fernando è servita dall'aeroporto Felipe Varela (codice CTC), situato 15 km a sud-est della città, con voli regolari su Buenos Aires e La Rioja.

## Gemellaggi
Cantello